# حوزه انتخابیه چهارم کنتیکت
حوزه انتخابیه چهارم کنتیکت یک حوزه انتخابیه مجلس نمایندگان آمریکا است که در ایالت کنتیکت قرار دارد.